# Salle d'attente

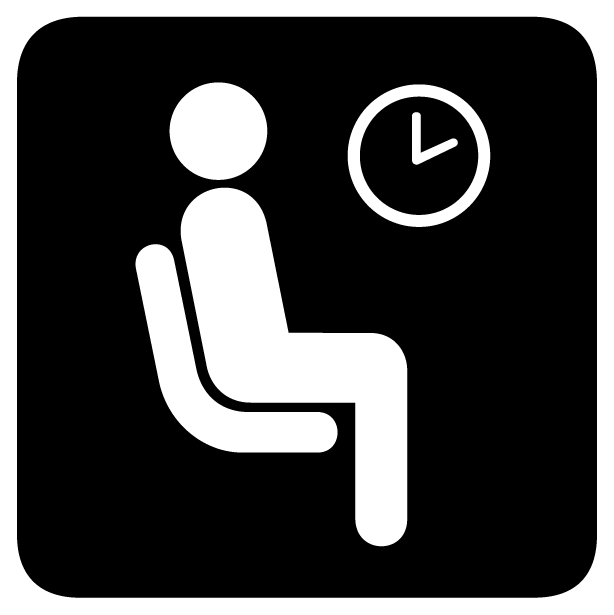
Pictogramme d'une salle d'attente.

Une salle d'attente est une salle mise à disposition d'usagers dans un bâtiment afin de leur permettre d'attendre le moment où ils seront reçus.
Le terme s'utilise par analogie dans d'autres domaines pour désigner une interface de mise en attente, permettant par exemple de sélectionner équipement, personnage, coéquipiers, etc., avant de rejoindre une session de jeu vidéo en ligne. Dans ce cas, on utilise parfois le terme anglais lobby.

## En architecture

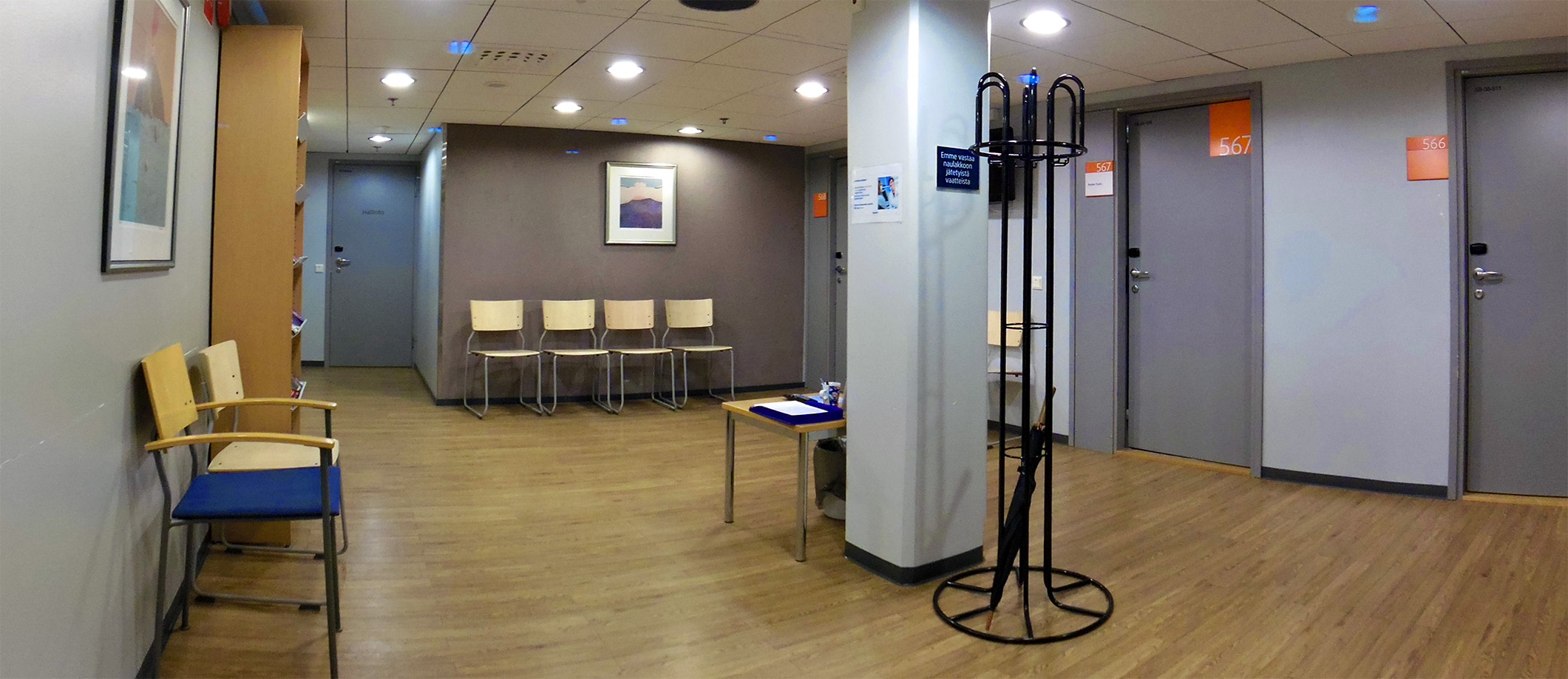
Une salle d'attente de médecin.

Les salles d'attente peuvent exister par exemple :
- chez le médecin[1], le dentiste, le notaire, l'avocat[2], etc. ;
- dans une gare (ferroviaire ou routière) ou un aéroport[3].

Cet espace peut comporter divers équipements comme des sièges, une table basse sur laquelle sont disposés des magazines et journaux permettant aux usagers de s'adonner à la lecture durant leur temps d'attente, tandis que des coffres à jouets sont également mis à la disposition des enfants. Une musique d'ambiance peut aussi être diffusée dans la pièce.
Les compagnies aériennes mettent des salons d'aéroports (en anglais lounge), salle d'attente spécifique, mise à la disposition de leurs passagers premium, généralement les voyageurs de première et de classe affaires et à leurs globe-trotters fidèles.

## Dans la culture

### En musique
- Live Is Not a Waiting Room est le troisième album du groupe Senses Fail, sorti  le 7 octobre 2008.
- La Salle d'attente est un album du rappeur indépendant Hugo TSR, sorti en 2009.

### Au cinéma

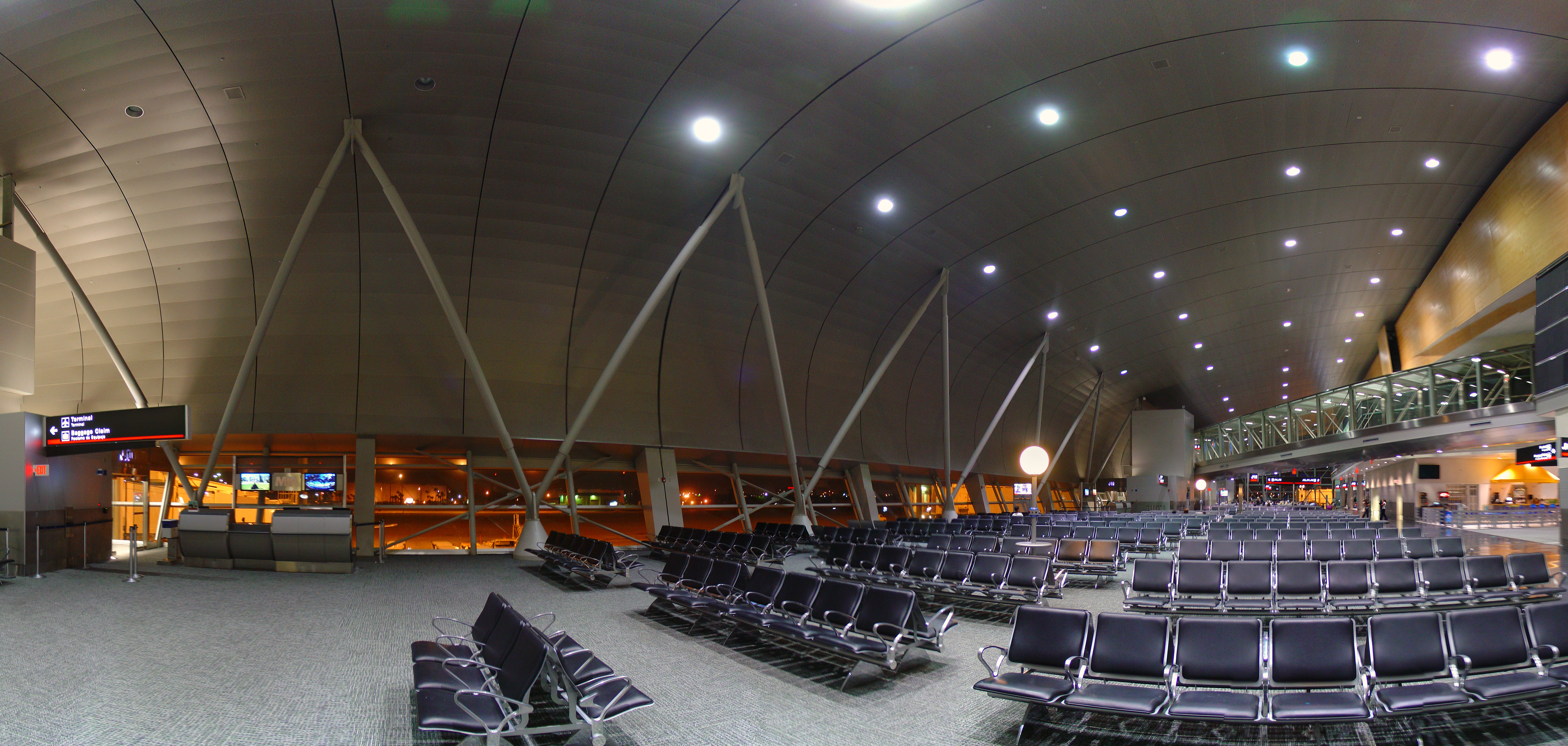
Salle d'attente d'aéroport aux États-Unis.

Les films Brève Rencontre de David Lean, sorti en 1945 et Le Terminal de Steven Spielberg, sorti en 2004, présentent des salles d'attente comme décors durant une grande partie de leur durée.
Dans le film Bollywood, sorti en 2010, dénommé The Waiting Room, réalisé par Maneej Premnath, quatre passagers attendant dans une gare éloignée du sud de l'Inde y sont bloqués par une nuit pluvieuse. Un tueur en série est à l'affût, ciblant les passagers de la salle d'attente, créant une peur intense parmi eux.

## Dans le domaine du jeu vidéo
La salle d'attente ou lobby est une interface incluse dans un jeu vidéo et destinée spécifiquement à l'organisation de parties multijoueur, typiquement via des connexions internet (TCP/IP) ou réseau local. C'est dans la salle d'attente que les joueurs connectés se retrouvent pour, selon les cas, définir le type de partie, choisir la carte, former les équipes, choisir leur personnage et son aspect, leur équipement, leurs compétences, etc.